# A Moniña
A Moniña es una aldea española situada en la parroquia de Viduido, del municipio de Ames, en la provincia de La Coruña, Galicia.

## Demografía
| Gráfica de evolución demográfica de A Moniña entre 2000 y 2020 |
|                                                                |
| Datos según el nomenclátor publicado por el INE.               |